# 八重山郵便局
八重山郵便局（やえやま ゆうびんきょく）は、沖縄県石垣市にある郵便局である。民営化前の分類では集配普通郵便局であった。局番号は70401。

## 概要
住所：〒907-8799 沖縄県石垣市大川12

### 出張所（局外ATM）
民営化前は当局の出張所だったが、民営化後はゆうちょ銀行那覇支店の管轄となった。
- サンエー石垣シティ内出張所（ATM）(70401)

### 郵便集配所
- 西表島郵便集配所 (70402) [1] - 〒907-1542 沖縄県八重山郡竹富町西表628（西表島郵便局に併設）

## 沿革
- 1882年（明治15年）8月17日 - 八重山島郵便局（五等）として開設[2]。
- 1894年（明治27年）3月1日 - 為替・貯金の取扱を開始。
- 1898年（明治31年）4月1日 - 八重山郵便局に改称。
- 1898年（明治31年）11月16日 - 八重山郵便電信局となる。
- 1903年（明治36年）4月1日 - 通信官署官制の施行に伴い八重山郵便局となる。
- 1945年（昭和20年）7月 - 空襲により全焼[3]。
- 1945年（昭和20年） - 沖縄が、米軍統治下に入る。
- 1947年（昭和22年）1月15日 - 石垣郵便局に改称[4]。

- 1949年（昭和24年）11月14日 - 新築移転[4]。
- 1950年（昭和25年）4月 1日 - 八重山中央郵便局に改称[4]。
- 1954年（昭和29年）8月18日 - 庁舎竣工[4]。
- 1966年（昭和41年）9月 1日 - 八重山郵便局に改称[4]。
- 1972年（昭和47年）5月15日 - 沖縄返還に伴い、郵政省沖縄郵政管理事務所管轄の集配普通郵便局[5]である八重山郵便局として設置[6]。
- 1982年（昭和57年）11月 - 局舎を新築。
- 1985年（昭和60年）9月1日 - 沖縄大浜郵便局[7]から集配業務を移管。
- 1997年（平成9年）6月23日 - 外国通貨の両替および旅行小切手の売買に関する業務取扱を開始。
- 2006年（平成18年）9月11日 - 石垣市内3局（川平、白保、伊原間）の集配事務廃止に伴い、管内の集配事務を集約[8]。
- 2007年（平成19年）3月5日 - 八重山郡の離島7局（竹富、波照間、西表島、西表大原、小浜、黒島、与那国）の集配事務廃止に伴い、管内の集配事務を集約[9]。
- 2007年（平成19年）10月1日 - 民営化に伴い、併設された郵便事業八重山支店に一部業務を移管。
- 2012年（平成24年）10月1日 - 日本郵便株式会社の発足に伴い、郵便事業八重山支店を八重山郵便局に統合。

## 取扱内容
- 郵便、印紙、ゆうパック、内容証明
- 貯金、為替、振替、振込、国際送金、外貨両替・トラベラーズチェック、国債、投資信託
- 生命保険、バイク自賠責保険、自動車保険
- ゆうちょ銀行ATM
- 石垣市内全域（「907-00xx」「907-02xx」「907-03xx」「907-04xx」）ならびに八重山郡内全域（※）の集配業務
※「907-1101」（竹富島）、「907-1221」（小浜島）、「907-1311」（黒島）、「907-14xx」（西表島東部＝旧西表大原局区内）、「907-15xx」（西表島西部＝旧西表島局区内）、「907-1751」（波照間島）（以上は八重山郡竹富町。ただし石垣市内にある竹富町役場は「907-8503」）、「907-1801」（与那国町）
- ゆうゆう窓口

## 風景印
- 図柄は聖紫花の橋とセイシカの花。局名表記は「八重山」
- 使用開始日は1987年4月1日

## 周辺
- 石垣市役所
- 竹富町役場
- 宮良殿内庭園
- 沖縄県立図書館八重山分館
- 石垣市立八重山博物館

## アクセス
- 東運輸バス 博物館停留所下車、もしくはバスターミナル停留所から徒歩約5分
- 石垣港離島ターミナルから徒歩約5分
- 国道390号沿い
- 駐車場あり：22台

## 備考
- カウンターの上部に設置されている、窓口の種別を表示した照明カバーには、八重山ミンサーの柄が描かれている。
- 風景印のデザインになっている吊り橋「聖紫花（せいしか）の橋」はバンナ公園[10]にある。
- 局舎前に東京オリンピックのゴールドポスト（第64号）が設置されている（ゴールドポストプロジェクト[11]）。